# Cuatro estaciones en La Habana
Cuatro estaciones en La Habana (br: Quatro Estações em Havana) é uma minissérie de televisão de ficção policial ambientada em Havana na década de 1990. A série é uma adaptação de quatro romances do escritor Leonardo Padura, que também é autor do roteiro junto com sua esposa, a escritora e roteirista Lucía López Coll.
A minissérie foi lançada na Netflix em dezembro de 2016. Cada episódio leva uma das histórias dos livros Past Perfect, Ventos da Quaresma, Máscaras e Paisagem de Outono, estrelados pelo detetive Mario Conde.  A primeira parte de, Ventos da Quaresma, foi lançada pouco antes como um longa-metragem de 110 minutos sob o título Vientos de la Habana.

## Elenco
- Jorge Perugorría como Mario Conde
- Carlos Enrique Almirante como Palacios
- Luis Alberto García como Carlos El Flaco
- Mario Guerra como Candito El Rojo
- Enrique Molina como Antonio Rangel
- Jorge Martínez como Andrés
- Alexis Díaz como Conejoj
- Vladimir Cruz como Fabricio
- Néstor Jiménez como Forense
- Ernesto del Cañal como Crespo
- Saul Rojas como Greco
- Yudith Castillo como Vilma
- Laura Ramos como Tamara
- Aurora Basnuevo como Josefina
- Hector Pérez como Miki Cara de Jeba
- Yessica Borroto como Cuqui
- Felix Beatón como Capt. Cicerón
- Pilar Mayo como Maruchi
- Ylsi Pérez como Secretaria de Rangel